# Final Descent
Final Descent (bra: Aterrissagem de Alto Risco) é um telefilme estadunidense, do gênero catástrofe, dirigido por Mike Robe, com roteiro escrito por Roger Young e estrelado por Robert Urich e Annette O'Toole. O filme foi ao ar originalmente na CBS em 12 de outubro de 1997. A sequência Final Run foi lançada em 10 de outubro de 1999.

## Elenco
- Robert Urich como Capitão Glen 'Lucky' Singer
- Annette O'Toole como Connie Phipps
- John de Lancie como George Bouchard
- Jim Byrnes como Duke Houston
- Ken Pogue como Ian Pryce
- Blu Mankuma como Jack Eberly
- Kevin McNulty como Henry Gibbons
- Stephen E. Miller como Tenente-Coronel Frank O'Hearn
- Gwynyth Walsh como Patty

## Recepção
Julio Martinez escreveu na revista Variety: "Final Descent surpreende com algumas situações de enredo verdadeiramente originais que proporcionam uma apresentação mais do que satisfatória para as estrelas Robert Urich e Annette O'Toole. O roteiro admiravelmente elaborado de Roger Young (baseado no romance The Glass Cockpit, de Robert P. Davis) constrói camadas sobre camadas de complicações aeronáuticas que prendem a atenção, bem servidas pelo diretor Mike Robe (também coprodutor executivo), que mantém a ação em um ritmo alucinante."